# Onán Barreiros Rodríguez
Onán Barreiros Rodríguez (Las Palmas de Gran Canaria, 3 de noviembre de 1981) es un deportista español del Real Club Náutico de Gran Canaria que compite en el deporte de vela. Ha navegado en la clase 470 formando equipo con Aarón Sarmiento Padilla. Actualmente navega en la clase 420 (vela) formando equipo con Ana Zuleima Santana.
Fue campeón del mundo de la clase 420 en 2003 y participó en los Juegos Olímpicos de Pekín 2008 en la categoría 470 masculina, y en 2009 se proclamó campeón de la Copa del mundo de vela de la ISAF también en 470 masculino.